# برنارد مور (بازیکن فوتبال)
برنارد مور (انگلیسی: Bernard Moore; ۱۸ دسامبر ۱۹۲۳ – ۲۰ ژوئیهٔ ۲۰۱۴) بازیکن فوتبال بود.
از باشگاه‌هایی که در آن بازی کرده‌است می‌توان به باشگاه فوتبال کمبریج یونایتد اشاره کرد.